# 三十三中站
三十三中站是南宁轨道交通2号线的地铁车站，位于中华人民共和国广西壮族自治区南宁市西乡塘区安吉大道与秀厢大道交叉口北侧地下，沿安吉大道南北向布置。本站于2017年12月28日建成开通而投入使用，设有3个出入口和1个岛式站台。

## 设施

### 结构
本站设有2层，地面为出入口，地下一层为站厅，地下二层为2号线月台（往西津／玉洞站）的位置。
| 地面     | 出入口                  | 出入口                   |
| 地下一层 | 大堂                    | 客服中心、商店、自助服務 |
| 地下二层 |                         | █ 2号线列車往西津站方向  |
| 地下二层 | 島式月台                |                          |
| 地下二层 | █ 2号线列車往玉洞站方向 |                          |

### 出入口
本站形似狹長的方形，設有3個出入口，其中B出入口设有无障碍电梯。
| 出口編號            | 建議前往的目的地                                     |
| ------------------- | ---------------------------------------------------- |
| B出入口             | 南宁第三十三中学 南宁市第三十一中学                  |
| C出入口             | 广西机电工程学校                                     |
| D出入口             | 广西机电工程学校西校区 南宁市花卉公园 广西农机鉴定站 |
| 注： 設有无障碍电梯 |                                                      |